# كلايد كوان
كلايد كوان (بالإنجليزية: Clyde Cowan)‏ (و. 1919 – 1974 م) هو فيزيائي، وأستاذ جامعي من الولايات المتحدة الأمريكية . ولد في ديترويت، ميشيغان .
```
شارك في اكتشاف 
 النيوترنيو
 مع 
فريدريك رينس
، والذي حققاه معاً في عام 1956 من خلال ما يعرف 
```

بتجربة النيوترينو. 
توفي في بيثيسدا، ماريلاند ، عن عمر يناهز 55 عاماً.

## التعليم
تعلم في جامعة واشنطن في سانت لويس

## مناصب وهيئات
أدار الجامعة الكاثوليكية الأمريكية.

## جوائز
حصل على جوائز منها:
- زمالة غوغنهايم.